# Dichelostemma × venustum
Dichelostemma × venustum là một loài thực vật có hoa lai ghép trong họ Asparagaceae. Loài này được (Greene) Hoover mô tả khoa học đầu tiên năm 1940.